# Campeonato Mundial de Ciclismo em Pista de 2017
O CXIV Campeonato Mundial de Ciclismo em Pista celebrou-se em Hong Kong (Hong Kong) entre 12 e 16 de abril de 2017 baixo a organização da União Ciclista Internacional (UCI) e a Federação de Ciclismo de Hong Kong.
As competições realizaram-se no Velódromo de Hong Kong. Foram disputadas 20 provas, 10 masculinas e 10 femininas. O Velódromo de Hong Kong foi inaugurado em dezembro de 2013, conta com uma pista de madeira com 250 m e acomodações para um público de 3 000 pessoas.

## Calendário
| ● | Preliminares | F | Final |

| Data                 | Qua 12      | Qui 13      | Sex 14      | Sá 15       | Do 16       |
| Hora→ Prova ↓        | 19:00-21:30 | 19:00-21:50 | 19:00-22:10 | 19:00-22:55 | 14:00-17:00 |
| -------------------- | ----------- | ----------- | ----------- | ----------- | ----------- |
| Velocidade ind.      |             |             | ●           | F           |             |
| Velocidade por eqs.  | F           |             |             |             |             |
| Perseguição ind.     |             |             | F           |             |             |
| Perseguição por eqs. | ●           | F           |             |             |             |
| 1 km contrarrelógio  |             |             |             |             | F           |
| Pontuação            |             |             | F           |             |             |
| Scratch              |             | F           |             |             |             |
| Keirin               |             | F           |             |             |             |
| Madison              |             |             |             |             | F           |
| Ómnium               |             |             |             | F           |             |

| Data                 | Qua 12      | Qui 13      | Se 14       | Sá 15       | Do 16       |
| Hora→ Prova ↓        | 19:00-21:30 | 19:00-21:50 | 19:00-22:10 | 19:00-22:55 | 14:00-17:00 |
| -------------------- | ----------- | ----------- | ----------- | ----------- | ----------- |
| Velocidade ind.      |             | ●           | F           |             |             |
| Velocidade por eqs.  | F           |             |             |             |             |
| Perseguição ind.     |             |             |             | F           |             |
| Perseguição por eqs. | ●           | F           |             |             |             |
| 500 m contrarrelógio |             |             |             | F           |             |
| Pontuação            |             |             |             |             | F           |
| Scratch              | F           |             |             |             |             |
| Keirin               |             |             |             |             | F           |
| Madison              |             |             |             | F           |             |
| Ómnium               |             |             | F           |             |             |

1. 1 2  Hora local de Hong Kong: UTC+8.
2. 1 2  Consiste em quatro provas: scratch, tempo, eliminação e pontuação.

## Medalhistas

### Masculino
| Evento                          | Ouro | Prata | Bronze |
| ------------------------------- | --- | --- | --- |
| Velocidade individual (15.04)   | Denis Dmitriyev · Rússia | Harrie Lavreysen · Países Baixos                                                                                    | Ethan Mitchell · Nova Zelândia                                                                              |
| Velocidade por equipas (12.04)  | Nova Zelândia · Ethan Mitchell · Sam Webster · Edward Dawkins · 44,049                                                         | Países Baixos · Nils van 't Hoenderdaal · Harrie Lavreysen · Matthijs Büchli · Jeffrey Hoogland · Theo Bos · 44,382 | França · Benjamin Edelin · Sébastien Vigier · Quentin Lafargue · François Pervis · 43,536                   |
| Perseguição individual (14.04)  | Jordan Kerby · Austrália · 4:17,068                                                                                            | Filippo Ganna · Itália · 4:21,299                                                                                   | Kelland O'Brien · Austrália · 4:16,909                                                                      |
| Perseguição por equipas (13.04) | Austrália · Samuel Welsford · Cameron Meyer · Alexander Porter · Nicholas Yallouris · Kelland O'Brien · Rohan Wight · 3:51,503 | Nova Zelândia · Regan Gough · Pieter Bulling · Dylan Kennett · Nicholas Kergozou · 3:53,979                         | Itália · Simone Consonni · Liam Bertazzo · Filippo Ganna · Francesco Lamon · Michele Scartezzini · 3:56,935 |
| 1 km contrarrelógio (16.04)     | François Pervis · França · 1:00,714                                                                                            | Tomáš Bábek · Chéquia Quentin Lafargue · França · 1:01,048                                                          | — |
| Carreira por pontos (14.04)     | Cameron Meyer · Austrália · 76 pts.                                                                                            | Kenny De Ketele · Bélgica · 40 pts.                                                                                 | Wojciech Pszczolarski · Polónia · 40 pts.                                                                   |
| Scratch (13.04)                 | Adrian Tekliński · Polónia | Lucas Liß · Alemanha                                                                                                | Christopher Latham · Reino Unido                                                                            |
| Keirin (13.04)                  | Azizulhasni Awang · Malásia | Fabián Puerta Zapata · Colômbia                                                                                     | Tomáš Bábek · Chéquia                                                                                       |
| Madison (16.04)                 | Morgan Kneisky · Benjamin Thomas · França · 45 pts.                                                                            | Cameron Meyer · Callum Scotson · Austrália · 41 pts.                                                                | Moreno De Pauw · Kenny De Ketele · Bélgica · 32 pts.                                                        |
| Ómnium (15.04)                  | Benjamin Thomas · França · 148 pts.                                                                                            | Aaron Gate · Nova Zelândia · 147 pts.                                                                               | Albert Torres Barceló · Espanha · 138 pts.                                                                  |

### Feminino
| Evento                          | Ouro                                                                                        | Prata                                                                                  | Bronze |
| ------------------------------- | ------------------------------------------------------------------------------------------- | -------------------------------------------------------------------------------------- | --- |
| Velocidade individual (14.04)   | Kristina Vogel · Alemanha                                                                   | Stephanie Morton · Austrália                                                           | Lee Wai Sze · Hong Kong                                                                                          |
| Velocidade por equipas (12.04)  | Rússia · Daria Shmeleva · Anastasia Voinova · 32,520                                        | Austrália · Kaarle McCulloch · Stephanie Morton · 32,649                               | Alemanha · Miriam Welte · Kristina Vogel · 32,609                                                                |
| Perseguição individual (15.04)  | Chloé Dygert · Estados Unidos · 3:24,641                                                    | Ashlee Ankudinoff · Austrália · 3:31,784                                               | Kelly Catlin · Estados Unidos · 3:30,365                                                                         |
| Perseguição por equipas (13.04) | Estados Unidos · Kelly Catlin · Chloé Dygert · Kimberly Geist · Jennifer Valente · 4:19,413 | Austrália · Amy Cure · Ashlee Ankudinoff · Alexandra Manly · Rebecca Wiasak · 4:19,830 | Nova Zelândia · Racquel Sheath · Rushlee Buchanan · Kirstie James · Jaime Nielsen · Michaela Drummond · 4:21,778 |
| 500 m contrarrelógio (15.04)    | Daria Shmeleva · Rússia · 33,282                                                            | Miriam Welte · Alemanha · 33,382                                                       | Anastasia Voinova · Rússia · 33,454                                                                              |
| Carreira por pontos (16.04)     | Elinor Barker · Reino Unido · 59 pts.                                                       | Sarah Hammer · Estados Unidos · 51 pts.                                                | Kirsten Wild · Países Baixos · 35 pts.                                                                           |
| Scratch (12.04)                 | Rachele Barbieri · Itália                                                                   | Elinor Barker · Reino Unido                                                            | Jolien D'Hoore · Bélgica                                                                                         |
| Keirin (16.04)                  | Kristina Vogel · Alemanha                                                                   | Martha Bayona Pineda · Colômbia                                                        | Nicky Degrendele · Bélgica                                                                                       |
| Madison (15.04)                 | Lotte Kopecky · Jolien D'Hoore · Bélgica · 44 pts.                                          | Elinor Barker · Emily Nelson · Reino Unido · 34 pts.                                   | Amy Cure · Alexandra Manly · Austrália · 25 pts.                                                                 |
| Ómnium (14.04)                  | Katie Archibald · Reino Unido · 123                                                         | Kirsten Wild · Países Baixos · 115                                                     | Amy Cure · Austrália · 115                                                                                       |

## Medalheiro
| 1  | Austrália      | 3  | 5  | 3  | 11 |
| 2  | França         | 3  | 1  | 1  | 5  |
| 3  | Rússia         | 3  | 0  | 1  | 4  |
| 4  | Alemanha       | 2  | 2  | 1  | 5  |
| 4  | Reino Unido    | 2  | 2  | 1  | 5  |
| 6  | Estados Unidos | 2  | 1  | 1  | 4  |
| 7  | Nova Zelândia  | 1  | 2  | 2  | 5  |
| 8  | Bélgica        | 1  | 1  | 3  | 5  |
| 8  | Itália         | 1  | 1  | 1  | 3  |
| 10 | Polónia        | 1  | 0  | 1  | 2  |
| 11 | Malásia        | 1  | 0  | 0  | 1  |
| 12 | Países Baixos  | 0  | 3  | 1  | 4  |
| 13 | Colômbia       | 0  | 2  | 0  | 2  |
| 14 | Chéquia        | 0  | 1  | 1  | 2  |
| 15 | Espanha        | 0  | 0  | 1  | 1  |
| 15 | Hong Kong      | 0  | 0  | 1  | 1  |
|    | TOTAL          | 20 | 21 | 19 | 60 |